# Dick Robertson
Dick Robertson (New York, 3 juillet 1903 - 1979) est un chanteur et compositeur de big band américain populaire des années 1930 et 1940. Il a chanté pour de nombreux chefs d'orchestre tels que Leo Reisman et Roger Wolfe Kahn and His Orchestra, et figure sur la liste des artistes de Banner Records.